# 573 Dywizja Grenadierów Ludowych
573 Dywizja Grenadierów Ludowych (niem. 573. Volks-Grenadier-Division) – jedna z niemieckich dywizji grenadierów ludowych. Tworzenie (pod kierownictwem VIII Okręgu Wojskowego) rozpoczęto w sierpniu 1944 roku w ramach 32 fali mobilizacyjnej na Słowacji. Dywizja miała składać się z ocalałych pododdziałów rozbitej 708 Dywizji Piechoty. Miesiąc później dywizję przemianowano na 708 Dywizję Grenadierów Ludowych.

## Skład
- 1177  pułk grenadierów,
- 1178  pułk grenadierów,
- 1179  pułk grenadierów,
- 1573  pułk artylerii,
- 1573  batalion przeciwpancerny,
- 1573 batalion inżynieryjny,
- inne pomniejsze jednostki dywizyjne[1]